# Yoshika Oniki-Willis
Yoshika Oniki-Willis (* 18. Oktober 1940 in Marília, São Paulo als Yoshika Oniki) ist eine brasilianische Entomologin und Ornithologin.

## Leben
Yoshika Oniki ist die Tochter von Tatsuo und Yoshie Oniki, geborene Iwasaka. Von 1962 bis 1965 studierte sie Naturgeschichte an der Faculdade de Filosofia der Universidade Estadual Paulista in São Paulo. Von 1966 bis 1968 betrieb sie entomologische und ornithologische Studien am Centro de Pesquisa Agropecuária do Trópico Úmido in Belém. Von 1968 bis 1970 studierte sie Systematik und Ökologie an der University of Kansas, wo sie mit der Arbeit Studies of the guild of ant-following birds at Belém, Brazil unter der Leitung von Philip Strong Humphrey (1926–2009) den Masterabschluss erwarb. Während ihrer Studienzeit lernte sie den US-amerikanischen Ornithologen Edwin O’Neill Willis (1935–2015) kennen, den sie 1970 heiratete. Aus dieser Ehe ging eine Tochter hervor. Von 1970 bis 1974 war sie Forscherin an der biologischen Abteilung der Princeton University in New Jersey. Von 1975 bis 1978 war sie Dozentin in Zoologie an der Universidade Estadual de Campinas. 1981 hatte sie einen Studienaufenthalt an der University of Miami. Von 1984 bis 1987 studierte sie Ökologie an der Universidade Estadual de Campinas, wo sie mit der Dissertation Nidificação de aves em duas localidades amazônicas: sucesso e adaptações unter der Leitung von Jacques Veilliard (1944–2010) zum Doktor der Philosophie promoviert wurde.
Von 1987 bis 1988 betrieb sie ornithologische Studien an der Universidade Federal de Mato Grosso do Sul. Von 1988 bis 1989 absolvierte sie entomologische Studien, insbesondere über Ektoparasiten und Vektoren bei Vögeln, während ihrer Postdoc-Phase an der University of Florida. 1991 hatte sie einen Forschungsaufenthalt am Museum Koenig in Bonn. Seit 1989 ist Yoshika Oniki Willis Entomologin und Ornithologin und seit 1991 Vizedirektorin am Instituto de Estudos da Natureza der Fundação de Amparo à Pesquisa do Estado de São Paulo. Seit 1992 ist sie wissenschaftliche Mitarbeiterin an der Universidade Estadual Paulista.
Von Mai bis Juli 1999 führte Oniki-Willis in Zusammenarbeit mit deutschen Forschern an den Naturkundemuseen in Bonn und Rudolstadt Untersuchungen zur Taxonomie und Ökologie der Ektoparasiten (Tierläuse der Familie Ricinidae) von Kolibris durch, die auf Sammlungen und Feldstudien zwischen 1989 und 1999 basieren. Diese Arbeit lieferte einen Beitrag zum Verständnis des Zusammenhangs zwischen Ökologie und Phylogenese bei Kolibris und ihren Ektoparasiten.
1982 beschrieb Oniki-Willis mit Kary Cadmus Emerson die Kieferlausart Formicaricola willisi, die sie nach ihrem Mann benannte. 1992 beschrieb sie mit Edwin O’Neill Willis den Uferlaubtyrann (Phylloscartes kronei).
Oniki-Willis veröffentlichte drei Bücher mit ihrem Mann, 1991 Nomes Gerais para as Aves Brasileiras, 2002 Bibliography of Brazilian Birds 1500–2002 und im Jahr 2003 Aves do estado de São Paulo.